# 랑푸르구

랑푸르구의 위치

랑푸르구(벵골어: রংপুর জেলা)는 방글라데시 북부에 위치한 구로 행정 구역상으로는 랑푸르주에 속한다. 구청 소재지는 랑푸르주의 주도이기도 한 랑푸르이며 면적은 2,400.56km2, 인구는 2,996,336명(2011년 기준)이다.
8개 시를 관할한다. 북쪽으로는 닐파마리구, 동쪽으로는 쿠리그람구, 남쪽으로는 가이반다구, 서쪽으로는 디나지푸르구와 접한다. 전체 주민 가운데 89.6%는 무슬림(이슬람교도)이고 9.59%는 힌두교도, 0.81%는 기독교도 등이다.

## 인구
| 연도     | 인구      | ±% p.a. |
| -------- | --------- | ------- |
| 1974     | 1,380,623 | —       |
| 1981     | 1,707,264 | +3.08%  |
| 1991     | 2,160,346 | +2.38%  |
| 2001     | 2,542,441 | +1.64%  |
| 2011     | 2,881,086 | +1.26%  |
| 2022     | 3,169,615 | +0.87%  |
| Sources: |           |         |

1. ↑  《Population and Housing Census 2022: Preliminary Report》. Bangladesh Bureau of Statistics. August 2022. viii, 28, 30, 39, 44, 46쪽. ISBN 978-984-35-2977-0.
2. ↑  “Bangladesh Population and Housing Census 2011 Zila Report – Rangpur” (PDF). 《Bangladesh Bureau of Statistics》. 2022년 9월 28일에 원본 문서 (PDF)에서 보존된 문서. 2023년 10월 6일에 확인함.